# Burg Nabburg

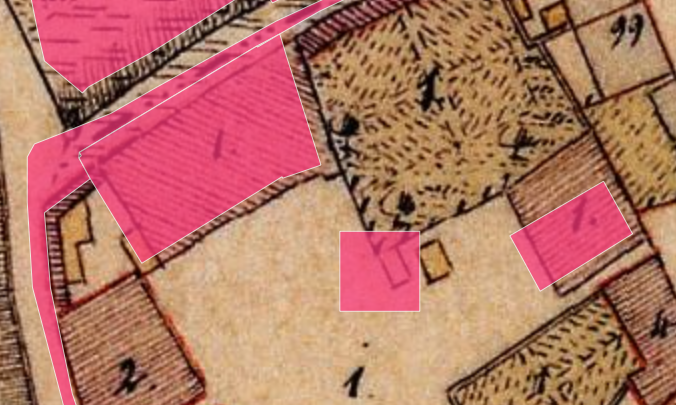
Lageplan von Burg und Schloss Nabburg auf dem Urkataster von Bayern

Burg Nabburg ist eine nicht mehr erhaltene mittelalterliche Burganlage an der Nord-West-Ecke der Stadtbefestigung der oberpfälzischen Stadt Nabburg im Landkreis Schwandorf (Obertor 12). Der Nachfolgebau, Schloss Nabburg, ist unter der Aktennummer D-3-76-144-55 als Baudenkmal verzeichnet. „Archäologische Befunde des Mittelalters und der frühen Neuzeit im Bereich des ehem. Pflegschlosses und der ursprünglich zugehörigen Evang.-Luth. Kirche St. Laurentius in Nabburg, zuvor mittelalterliche Burganlage“ werden zudem als Bodendenkmal unter der Aktennummer D-3-6539-0152 geführt.

## Geschichte
Den Bau der Nappurch datiert man aufgrund archäologischer Funde ins Jahr 894 – 924. Nabburg wird 929 in einer Urkunde König Heinrich des Finklers erstmals erwähnt und erlebte während des 11. und 12. Jahrhunderts einen Aufstieg zu einer bedeutsamen Markgrafenresidenz. Die Markgrafen führten den Titel „Marchia de Napurch“. Lange Zeit waren hier die bedeutenden Geschlechter der Schweinfurter und Diepoldinger die Markgrafen. Unter Herzog Ludwig dem Strengen konnten die Gebiete um Nabburg zwischen 1268 und 1272 für die Wittelsbacher erworben werden. Der Übergang von einer Veste zu einer bürgerlichen Siedlung vollzog sich im 13. Jahrhundert nach dem Übergang des Gebietes an die Wittelsbacher. Das Viztumamt Nabburg bestand 1354–1410, zu dem die Ämter Neunburg vorm Wald, Wetterfeld, Murach und Treswitz gehörten. Ab 1420 begann man aufgrund der verheerenden Hussiteneinfälle einen zweiten Mauerring um die Stadt zu bauen, die Burg war Sitz eines „Wittelsbachischen Landpflegers“. Das zugehörige Burggut Nabburg wurde erst gegen Ende des 16. Jahrhunderts als Landsassengut ausgewiesen. Wie die Burg ursprünglich ausgesehen hat, ist unbekannt, da kein Plan und keine Zeichnung überliefert wurden. 
Das heutige Schloss wurde im 16. Jahrhundert auf den Fundamenten der Burg erbaut und ab 1750 nach Plänen von Baukommissär Wolfgang Anton von Löwen umgebaut.